# A borostyán látcső
A borostyán látcső (The Amber Spyglass) Philip Pullman brit író Az Úr sötét anyagai trilógiájának befejező része. Magyarországon először 2003-ban jelent meg.

## Cselekmény
Lyrát, az anyja Mrs. Coulter rabolja el és viszi a Himalájába, a saját világukba, ahol álomban tartja őt. Lyra, miközben alszik, azt álmodja, hogy a Halottak világában van és Rogerrel beszélget, és megígéri neki, elmegy érte.
Cittagazzéban, két angyal, Baruch és Balthamosz elmondja, hogy Willnek el kell vinnie a kést Lord Asrielhez. Will visszautasítja ezt addig, amíg meg nem mentik Lyrát. Willt és a két angyalt megtámadja Metatron arkangyal, a Felsőbbség Régense. Will egy másik világba ajtót metsz a meneküléshez.
Lord Asriel egy kis csapatot küld Lyra barlangjához, az egyházi zeppelinek ellen. Küld még két epetőr kémet, Tialys lovagot és Lady Salmakiát, hogy megvédjék Lyrát. Az epetőrök is emberek, de csak négy hüvelyk magasak.
Mary Malone, aki szintúgy, mint Will a cittagazze-i világba lépett, most egy másik nyíláson keresztül egy különös világban lyukad ki. Egy elefántokhoz hasonló lénycsoportot fedez fel, akik mulefáknak hívják magukat és kör alakú terméstokokat használnak utazásra kerékként. Ezeknek a lényeknek komplett kultúrájuk van és saját nyelvük. Maryt, aki bőszen tanulja nyelvüket, befogadják. Itt megtudja, hogy a terméstokokat a fákról szedik, de 300 éve hanyatlásnak indult a termés. Mary, hogy megértse a problémát, egy látcsövet készít, melyet olajjal vonnak be, ettől lesz borostyán színű, s ezzel látja a Port (vagy ahogy a mulefák nevezik, a srafot). Észreveszi, hogy a Por már nem közvetlenül a fákra száll, ezért nem is porozza be őket, s ezért indult hanyatlásnak a mulefák társadalma.
Will találkozik Iorek Byrnisonnal (és a medvékkel), a páncélos medvék királyával, akik Északról jönnek, mert Asriel kapuja miatt olvad a sarki jég. Az emberek nem engedik át őket, ezért harcolnak. Will kihívja Ioreket, és ha ő nyer, akkor mindkét fél abbahagyja a csatát. Mivel Will páncél nélkül van, Iorek felkínálja neki a sisakját. Will a késsel egy jó darabot lemetsz belőle, így Iorek látván a kés erejét, feladja a küzdelmet. Ezután Iorek beleegyezik abba, hogy segít Willnek megmenteni Lyrát. Elindulnak a fagyos Himalája felé.
A három erő – Willék, Asriel csapata és az egyház serege Mrs. Coulter barlangjánál csap össze. Will világokon át metszve felébreszti Lyrát, de mikor elmenekülne, Mrs. Coulter a szemébe néz, Will pedig az anyjára gondol, és a kés darabokra törik, mert habár mindent átvág, egy dolgot nem képes metszeni – a szeretetet. A félig megnyitott ablakon Will, Lyra és az epetőrök menekülnek egy másik világba.
Lord Asriel követsége rabul ejti Mrs. Coultert, és Asriel támaszpontjára indulnak. Mrs Coulter mindennel kapcsolatban beszámol, főleg a Egyházi Törvényszék gondolkodásmódjáról. A támadók, kik a Fennhatóság ellen indulnak, nem elpusztítani, hanem meghagyni akarják a Port, míg az Egyház megpróbál minden jót kiszívni az életükből, bűnnek nyilvánítva azt. Lyrát is azért akarták megölni, mert a boszorkányok jóslatai szerint egy újabb eredendő bűn kreálója lesz.
Iorek megjavítja a kést. Will, Lyra és az epetőrök belépnek a halottak világába, és hátrahagyják daimónjaikat (mely nagy fájdalmat jelent). Will végre megérti: neki is van daimónja, és neki is fáj a szíve, csakúgy, mint Lyrának. A szellemek lakhelyére a görög mitológiában is megtalálható idős csónakos viszi át őket (neve nincs említve, de valószínűleg Charon). Lyra megtalálja Rogert a szellemek soraiban. Will és az epetőrök úgy döntenek, ideje kiszabadítani a szellemeket, ezért a halottak földjének legmagasabban található pontján Will újra metsz. S ahogy a szellemek kilépnek, találkozni fognak daimónjaikkal, s örökre a semmit és a mindent fogják alkotni.
Asriel és Marisa (Coulter) beszélgetnek. Nem minden bűn az, mit az Egyház rossznak ítél. Ahogy az angyalok mondják: a bűn nem több, mint az élvezet. Ezért dúl a harc, nem kisebb dologért, mint a szabad akaratért. Ha az Egyház elpusztítja a Port, úgy a szabad akarat végleg elveszik, és minden világban a Fennhatóság lesz az úr.
Elkezdődik a végső csata. John Parry és Mr. Scoresby elhagyják a halottak világát a többi szellemmel és csatlakoznak Asriel seregéhez, hogy megöljék a Fantomokat.
Mrs. Coulter belép a Felhős Oromba, ahol manipulálja Metatront, a Régenst, hogy elárulja Asrielt. Ez teljesen ugyanaz a helyzet, amikor Lyra Iofur Raknisont csapja be, Iorek riválisát a medvék királyi címének megszerzése ürügyén. Az anyja ugyanígy zavarja össze Metatront. Asriel a megfelelő pillanatban ráveti magát Metatronra, de amikor Metatron följebb kerekedik, Marisa ráugrik Metatronra, és hárman zuhannak a végtelenbe.
Will és Lyra a mulefák világába lépnek, de mielőtt végleg bezárnák a nyílást, megragadják daimónjaikat.
Lyra és Will daimónja visszatérnek gazdájukhoz, miután meglátogatta őket Serafina Pekkala (és Will daimónját Kirjavának nevezte el). Serafina elmondja, hogy minden nyílást be kell zárni, mert a semmiből szivárog a Por, és minden alkalommal, mikor új nyílást nyitnak meg, egy Fantom jön létre. Így tehát a kést is el kell pusztítani. Egy ablakot szabadon hagynak, mely a halottak és az élők világát köti össze. Will és Lyra szerelmesek lesznek egymásba, de nem élhetnek ugyanazon világban (mert ha az ember nem ugyanabban a világban él, amelyben született, akkor rövid időn belül megbetegszik), nehezen lépnek túl rajta, hiszen, imádják egymást, és csak annyit tehetnek, hogy minden év Szent Iván éjjelén elmennek a saját Oxforduk botanikus kertjébe, Lyra kedvenc rejtekhelyére, hogy egy kicsivel is próbáljanak közel kerülni egymáshoz, hiszen soha többé nem láthatják egymást, csak haláluk után egyesülhetnek atomjaik. Lyra visszatér a Jordan Kollégiumba, ahol már sok-sok éve lakik. Mivel már nem tud olvasni az aletiométerről, úgy határoznak Pannal, hogy egy ilyen iskolában tanulnak tovább. Ő és Pan követni fogják John Parry utasítását, miszerint a Mennyei Köztársaságot csak „otthon” lehet felépíteni. Will Maryvel visszatér a saját világába, és Mary úgy érzi, hogy Will lesz az a barátja, aki mindent meg fog érteni.

## Magyarul
- A borostyán látcső; ford. N. Kiss Zsuzsa; Magyar Könyvklub, Bp., 2003